# Burhinus vermiculatus
Burhinus vermiculatus là một loài chim trong họ Burhinidae.

## Hình ảnh

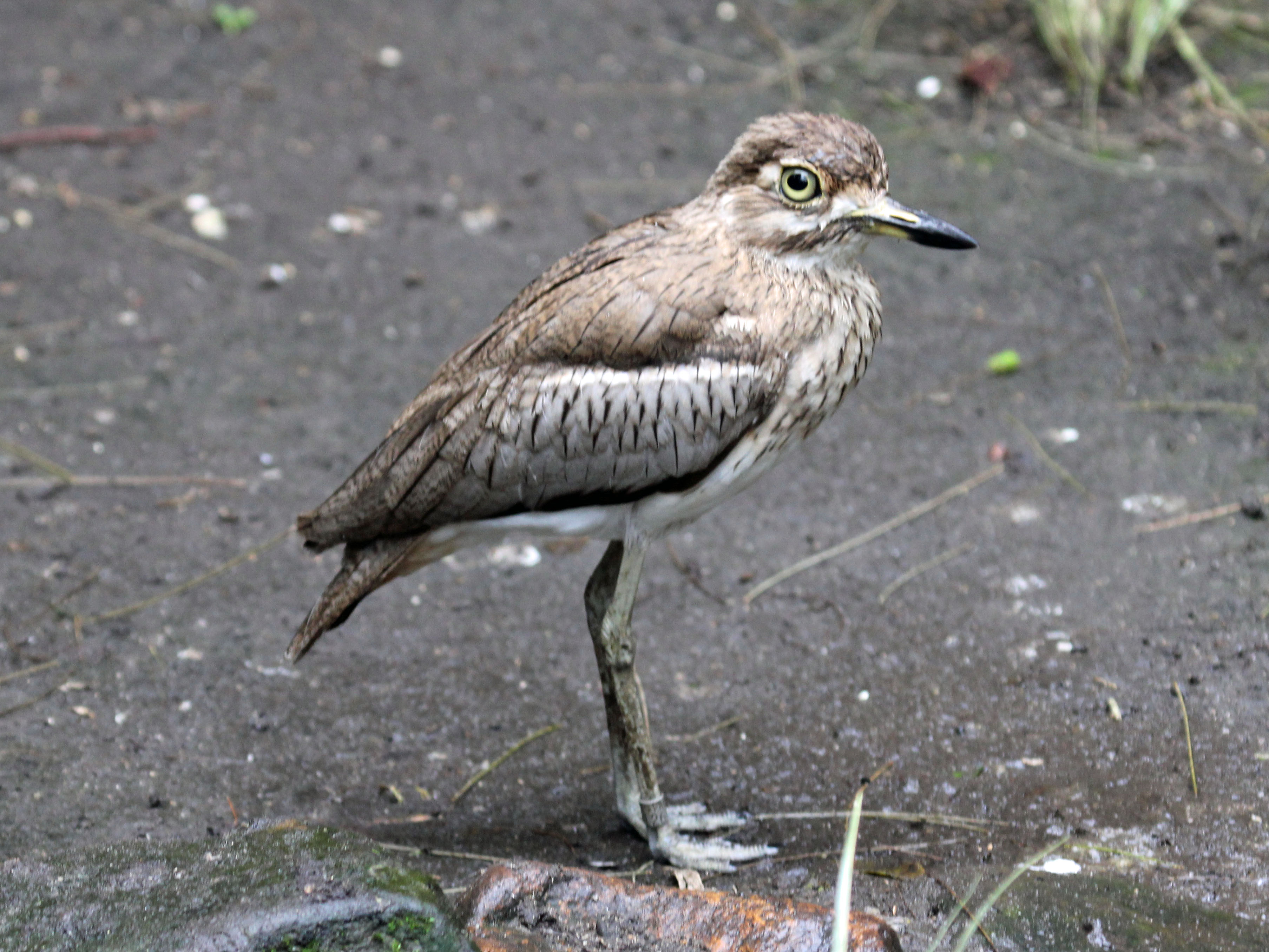
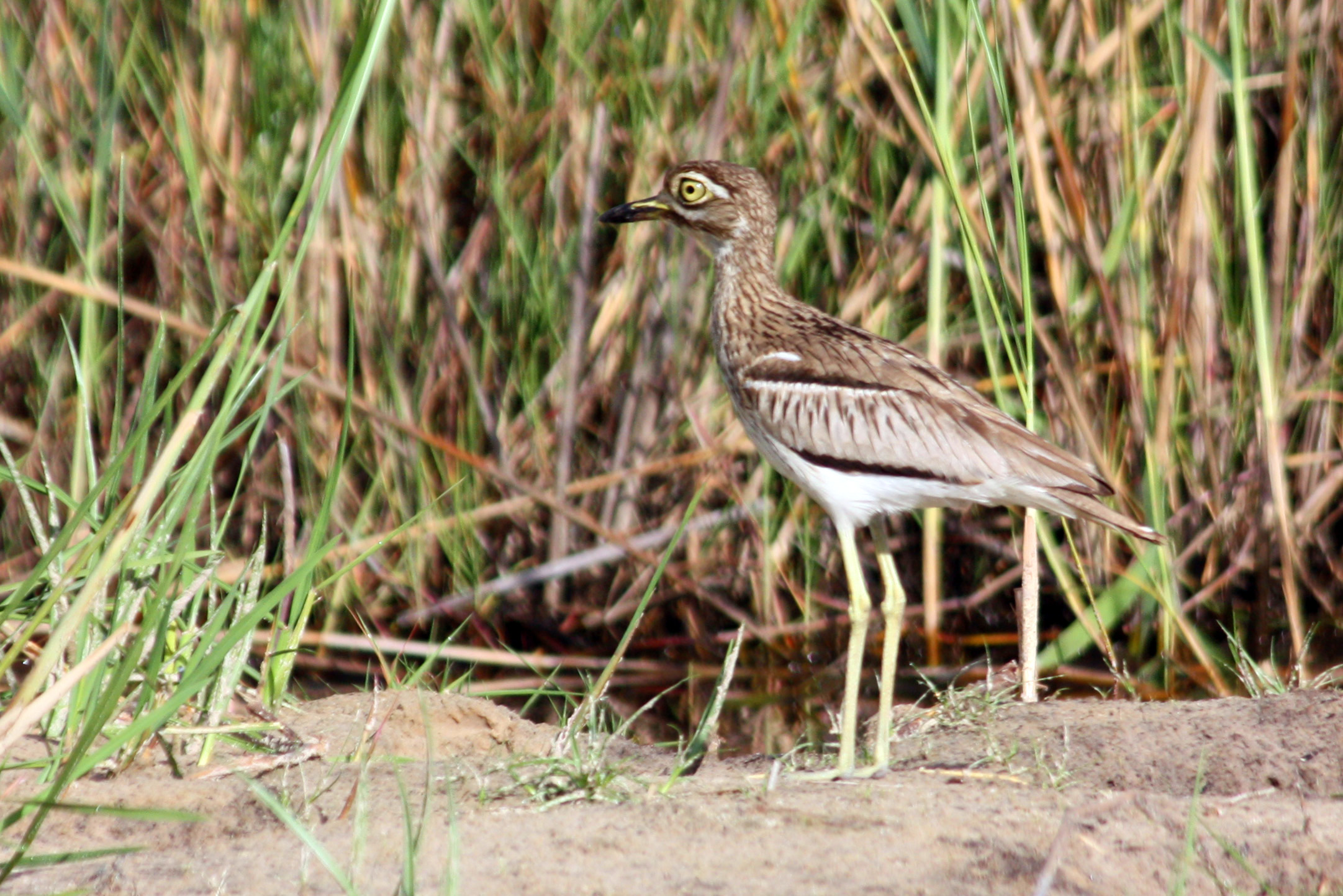
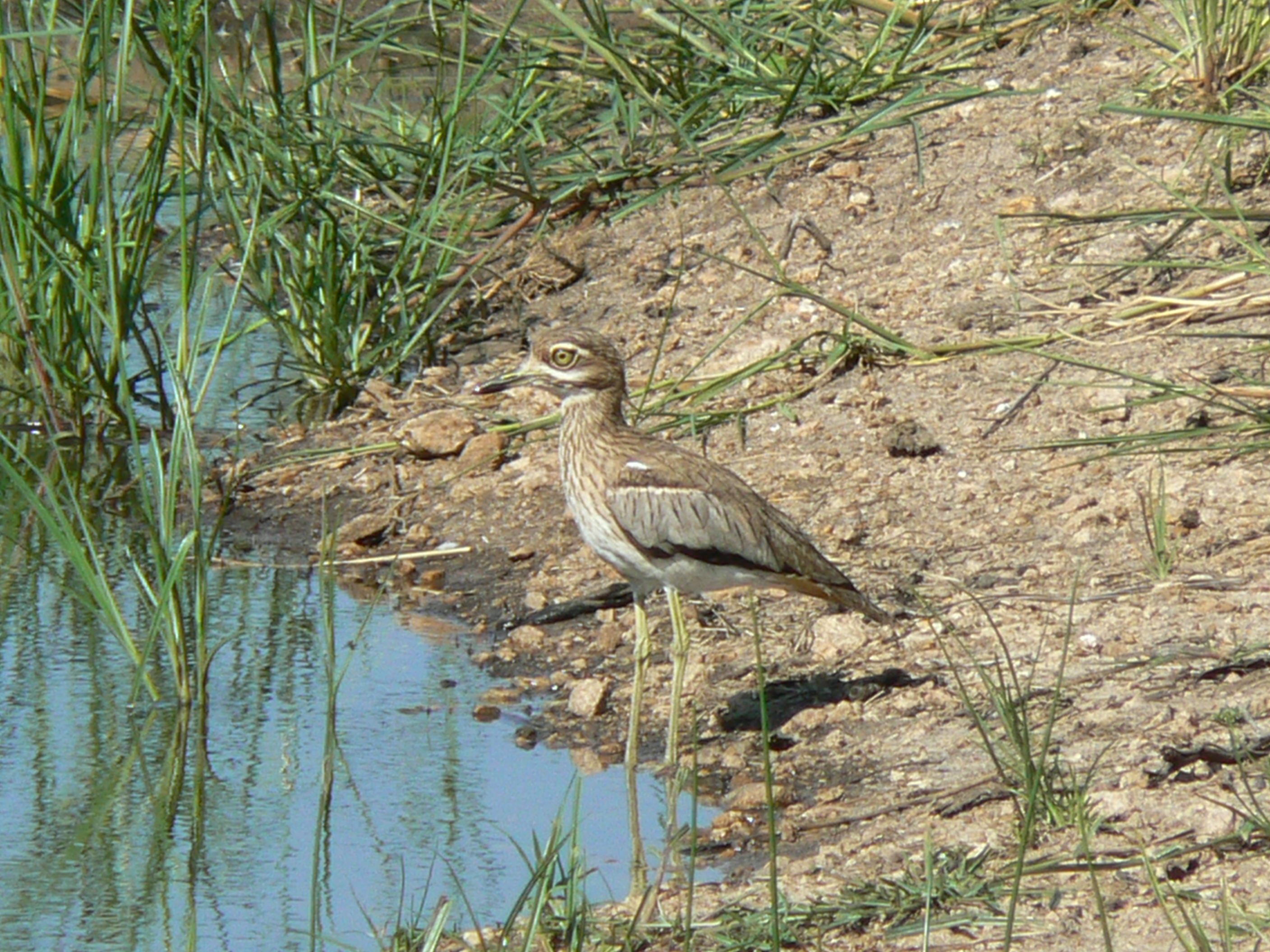
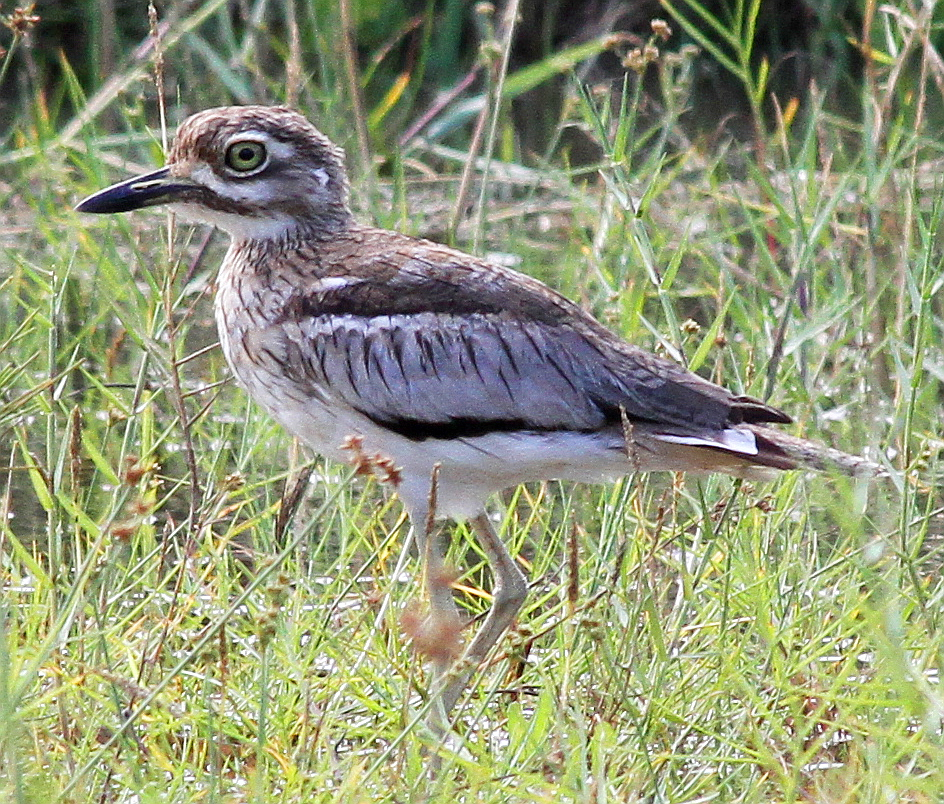